# Pokal evropskih prvakov 1988/89 (hokej na ledu)
Pokal evropskih prvakov 1988/89 je štiriindvajseta sezona hokejskega pokala, ki je potekal med 2. oktobrom 1988 in 19. februarjem 1989. Naslov evropskega pokalnega zmagovalca je osvojil klub CSKA Moskva.

## Tekme

### Predtekmovanje
| 1. klub            | Rezultat  | 2. klub         |
| ------------------ | --------- | --------------- |
| Slavija Sofija     | 5:6, 1:5  | HK Jesenice     |
| Murrayfield Racers | 6:8, 9:10 | HC Dosza Ujpest |

### Redi del

#### Skupina A
(Esbjerg, Danska)
| 1. klub       | Rezultat | 2. klub         |
| ------------- | -------- | --------------- |
| CSKA Moskva   | 11:1     | Dynamo Berlin   |
| Esbjerg IK    | 2:4      | HC Dosza Ujpest |
| CSKA Moskva   | 23:2     | HC Dosza Ujpest |
| Esbjerg IK    | 3:8      | Dynamo Berlin   |
| Dynamo Berlin | 7:3      | HC Dosza Ujpest |
| Esbjerg IK    | 1:21     | CSKA Moskva     |

##### Lestvica
| Poz | Klub            | Točke |
| 1   | CSKA Moskva     | 6     |
| 2   | Dynamo Berlin   | 4     |
| 3   | HC Dosza Ujpest | 2     |
| 4   | Esbjerg IK      | 0     |

#### Skupina B
(Nijmegen, Nizozemska)
| 1. klub             | Rezultat | 2. klub             |
| ------------------- | -------- | ------------------- |
| TJ VSŽ Košice       | 8:2      | HC Steaua Bucureşti |
| Spitman Nijmegen    | 7:2      | Vålerenga IF        |
| TJ VSŽ Košice       | 7:1      | Vålerenga IF        |
| Spitman Nijmegen    | 3:2      | HC Steaua Bucureşti |
| HC Steaua Bucureşti | 6:5      | Vålerenga IF        |
| Spitman Nijmegen    | 3:14     | TJ VSŽ Košice       |

##### Lestvica
| Poz | Klub                | Točke |
| 1   | TJ VSŽ Košice       | 6     |
| 2   | Spitman Nijmegen    | 4     |
| 3   | HC Steaua Bucureşti | 2     |
| 4   | Vålerenga IF        | 0     |

#### Skupina C
(Celovec, Avstrija)
| 1. klub           | Rezultat | 2. klub           |
| ----------------- | -------- | ----------------- |
| EC KAC            | 5:2      | Mont-Blanc        |
| Färjestads BK     | 4:0      | TMH Polonia Bytom |
| Färjestads BK     | 13:1     | Mont-Blanc        |
| EC KAC            | 5:6      | TMH Polonia Bytom |
| TMH Polonia Bytom | 7:5      | Mont-Blanc        |
| EC KAC            | 2:6      | Färjestads BK     |

##### Lestvica
| Poz | Klub              | Točke |
| 1   | Färjestads BK     | 6     |
| 2   | TMH Polonia Bytom | 4     |
| 3   | EC KAC            | 2     |
| 4   | Mont-Blanc        | 0     |

#### Skupina D
(Lugano, Švica)
| 1. klub    | Rezultat | 2. klub     |
| ---------- | -------- | ----------- |
| Kölner EC  | 6:1      | HK Jesenice |
| HC Lugano  | 3:2      | HC Bolzano  |
| HC Lugano  | 8:0      | HK Jesenice |
| Kölner EC  | 10:1     | HC Bolzano  |
| HC Bolzano | 6:2      | HK Jesenice |
| HC Lugano  | 3:4      | Kölner EC   |

##### Lestvica
| Poz | Klub        | Točke |
| 1   | Kölner EC   | 6     |
| 2   | HC Lugano   | 4     |
| 3   | HC Bolzano  | 2     |
| 4   | HK Jesenice | 0     |

### Finalna skupina
(Köln, Zahodna Nemčija)
| 1. klub       | Rezultat | 2. klub       |
| ------------- | -------- | ------------- |
| Färjestads BK | 4:3      | CSKA Moskva   |
| Kölner EC     | 3:5      | TJ VSŽ Košice |
| Kölner EC     | 7:3      | Färjestads BK |
| CSKA Moskva   | 6:2      | TJ VSŽ Košice |
| Kölner EC     | 1:9      | CSKA Moskva   |
| TJ VSŽ Košice | 4:3      | Färjestads BK |

#### Lestvica
| Poz | Klub          | Točke |
| 1   | CSKA Moskva   | 4     |
| 2   | TJ VSŽ Košice | 4     |
| 3   | Kölner EC     | 2     |
| 4   | Färjestads BK | 2     |